# Control polític al Congrés dels Diputats
El control polític té lloc al Congrés dels Diputats mitjançant la investidura, la qüestió de confiança, la moció de censura, les interpel·lacions i les preguntes.

## Investidura
La investidura està regulada a l'article 99 de la Constitució espanyola de 1978.
Al Congrés es rep la proposta del candidat a la Presidència de Govern i després el president del Congrés dels Diputats convoca el Ple. S'inicia la sessió amb un secretari llegint la proposta d'investidura. Tot seguit, el candidat exposa sense límit de temps "el programa polític de govern i sol·licita la confiança del Congrés". Després d'aquesta exposició, pot intervindre durant 30 minuts un representant de cada grup parlamentari. El candidat pot parlar totes les vegades que les sol·licite i els grups parlamentaris tenen dret a replicar-li, sense superar els 10 minuts.
Quan el debat finalitza, es fa la votació. Si obté la majoria absoluta, és elegit. Si no, es repeteix la votació 48 hores després requerint solament la majoria simple. Si en dos mesos des de la primera votació cap candidat obté la confiança del Congrés, es dissolen les Corts i es convoquen eleccions.

## Qüestió de confiança
La qüestió de confiança pot ser plantejada pel President del Govern al Congrés sobre el seu programa o una declaració de política general.
La presenta per escrit i la Mesa l'ha d'admetre a tràmit. La Presidència del Congrés ho avisa a la Junta de Portaveus i la convoca al Ple. El debat es fa seguint les mateixes normes que les que s'apliquen per a la investidura. La votació al respecte solament es pot fer quan hagen passat 24 hores de la seua presentació. S'entén atorgada quan els diputats li donen vots a favor en majoria simple. Si la moció de censura és aprovada, el President del Congrés ho fa conèixer al Rei i el President del Govern. El candidat a la Presidència que està inclòs en la moció és considerat investit en confiança de la cambra del Congrés.

## Moció de censura
La moció de censura amb la qual pot exigir responsabilitat política al Govern espanyol el Congrés és la moció de censura constructiva.
La proposta d'aquesta moció requereix de la desena part de la cambra i que es faça per escrit. En el termini de dos dies des de la presentació, es podran presentar mocions alternatives.
El debat comença amb la defensa de la moció de censura. El candidat proposat en la moció per a la Presidència del Govern pot intervindre sense temps limitat per a fer l'exposició del seu programa polític. Quan acaba d'intervindre, els grups parlamentaris poden intervindre mitjançant un representant que pot parlar fins a 30 minuts.
En el cas d'haver més d'una moció de censura, el president del Congrés pot acordar el debat conjunt en l'ordre del dia. Les votacions de cada moció es fan de manera separada en un termini de mínim cinc dies des de la presentació de la primera moció de censura. L'aprovació de la moció de censura requereix una majoria absoluta.

## Interpel·lacions
Les interpel·lacions són formulades per diputats i grups parlamentaris tractant motius o finalitats del comportament de l'Executiu en qüestions de política general del govern o d'un departament ministerial. Són presentades per escrit a la Mesa, que les accepta i ho comunica a l'autor perquè es convertisca en pregunta amb resposta oral o per escrit.
Són incloses a l'ordre del dia, tenint prioritat de les de diputats o grups parlamentaris que en el període de sessions corresponents no hagen esgotat la quota que resulta d'assignar una interpel·lació per cada deu diputats o fracció, que pertanyen al mateix.
Les interpel·lacions es fan davant el Ple amb torns per a exposició de l'autor (fins a 10 minuts), la contestació del Govern (fins a 10 minuts) i els torns de rèplica (amb límit de fins a 5 minuts per cada). Les interpel·lacions poden donar lloc a una moció perquè el Congrés done la seua postura, si ho demana el grup sol·licitant l'endemà que es fa la interpel·lació. El debat i al votació es fa segons s'estableix a la normativa per a les proposicions no de llei.

## Preguntes
Els diputats del Congrés poden interrogar al Govern i a cada membre d'aquest.
Les preguntes han de ser que no siguen d'exclusiu interès de qui les formula, o d'altra persona singularitzada o siga una consulta exclusivament jurídica.
Per defecte, la resposta es fa per escrit, excepte si s'indica el contrari. Si se sol·licita resposta oral i no l'especifica, s'entén que la resposta es fa en la comissió corresponent. Si es vol que la resposta oral es faça davant el Ple, l'escrit de la pregunta solament ha de formular una pregunta sobre un fet o respecte si el govern espanyol ha pres o prendrà decisió sobre quelcom o si remetrà una document al Congrés.
L'escrit amb la pregunta es presenta a la Mesa entre 48 hores i una setmana d'antelació com a termini vàlid.
Durant el debat, el Diputat formula la pregunta i el Govern li contesta. El Diputat pot replicar o tornar a preguntar, cosa que compta com a intervenció. Davant aquesta intervenció, el govern intervé i s'acaba el debat. Els temps són distribuïts pel President i qui intervé amb la limitació de 5 minuts per a la tramitació de la pregunta.
Quan s'acaba el període de sessions, les preguntes que estan pendents, es tramiten com a preguntes amb resposta per escrit a contestar abans de l'inici del següent període de sessions. La resposta per escrit té el termini de 20 dies des de la publicació. En les setmanes de sessions ordinàries del Ple es dediquen generalment dos hores mínim per a preguntes i interpel·lacions.